# Nephodia bicolor
Nephodia bicolor là một loài bướm đêm trong họ Geometridae.